# ポニー・エクスプレス

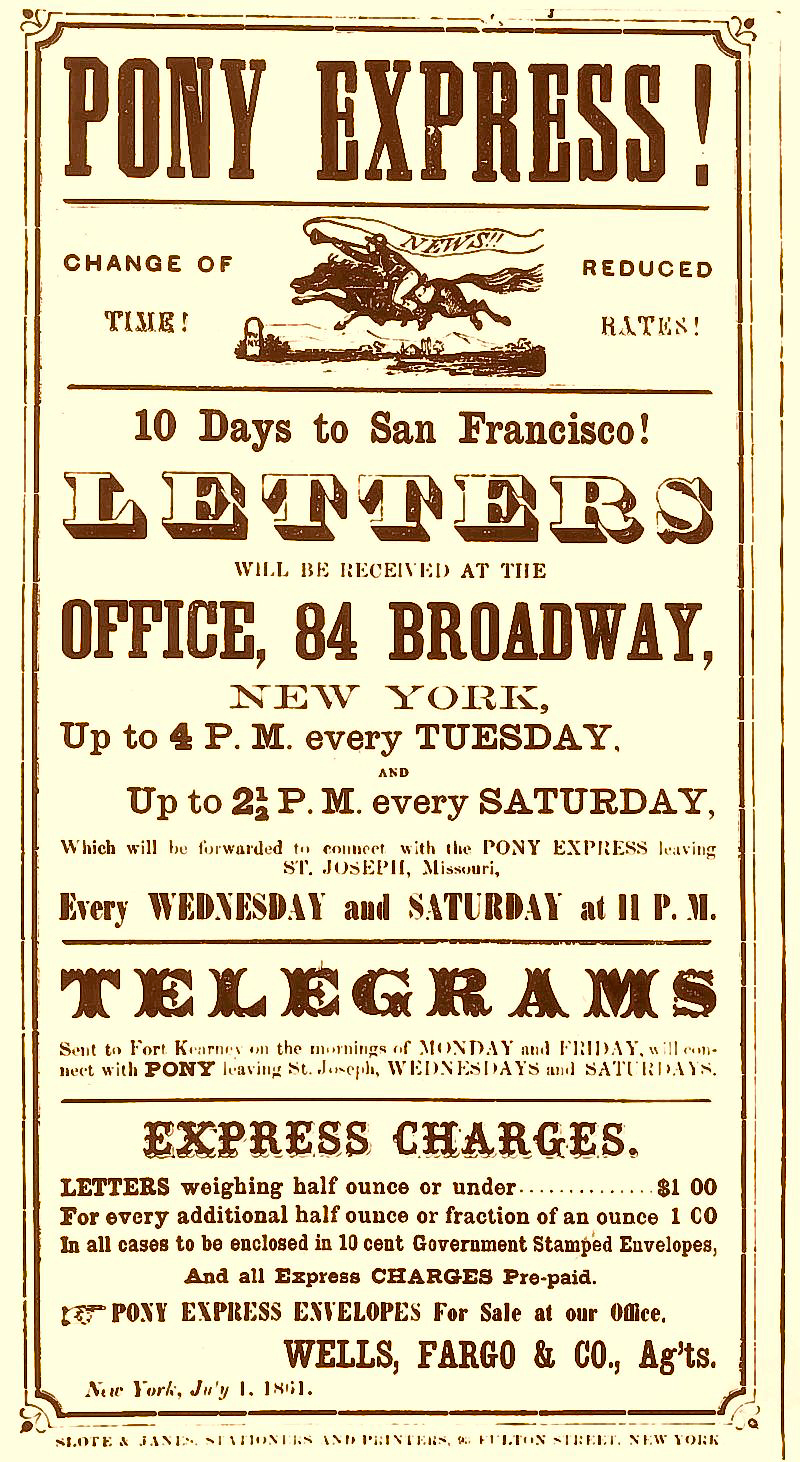
ポニー・エクスプレスの広告

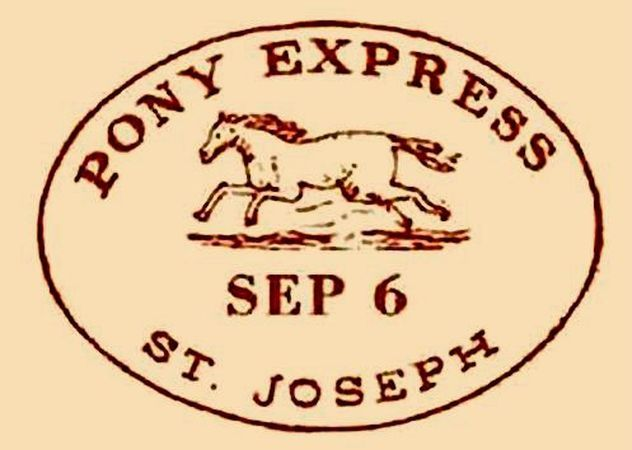
消印、1860年の西行き

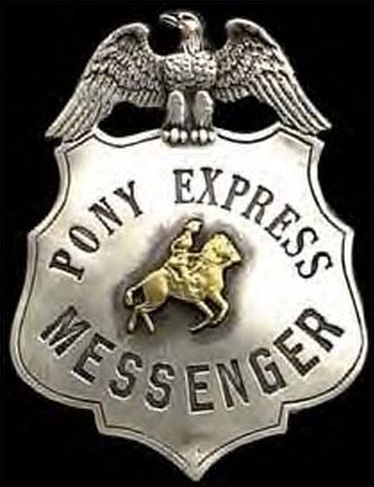
配達員がつけた徽章の複製

ポニー・エクスプレス（英: Pony Express）は、1860年4月3日から1861年10月まで運行されたミズーリ州セントジョゼフからカリフォルニア州サクラメントまでの郵便速達サービスである。その経路はグレートプレーンズからロッキー山脈とシエラネバダ山脈を越えるものだった。最初の大陸横断電信が開通するまで、アメリカ合衆国西部にとって最も有効な東西通信手段であり、南北戦争直前の時代にカリフォルニア州をアメリカ合衆国北部（北軍）と密接に結びつけておくために重要だった。
ポニー・エクスプレスは1849年に設立されたヨヨ・レブンワース・アンド・パイクスピーク・エクスプレス会社の郵便配達制度であり、この会社は1850年にセントラル・オーバーランド・カリフォルニア・アンド・パイクスピーク・エクスプレス会社となった。ウィリアム・H・ラッセル、アレクサンダー・メジャーズおよびウィリアム・B・ワッデルが設立した。セントジョゼフにあるパティハウスが1860年から1861年までポニー・エクスプレスの本社として機能した。そこは悪名高い無法者ジェシー・ジェイムズがロバート・フォードに撃たれて死んだ家から1ブロック離れた位置にある。
この最初の速達郵便であるポニー・エクスプレスは、アメリカ合衆国西部のプレーリー、平原、砂漠および山岳部を越えて、駅で馬を乗り継ぐ騎手によって運ばれた。運行された18ヶ月の間に大西洋と太平洋の間の配達時間を約10日間にまで縮めた。ミシシッピ川から東は電信が開通していたので、およそ半分の距離はそれにより、残り半分は馬に乗った配達員が伝言を運んだ。

## 設立者

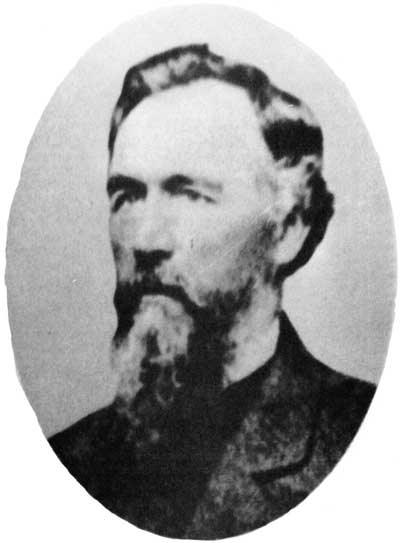
アレクサンダー・メジャーズ

1858年には既にマイケル・アンド・カーソンが4,000人以上の人、3,500両の荷車および4万頭ほどの雄牛を使って運送業を始めていた。政府と契約して軍需物資を西部のフロンティアに運ぶものだった。ウィリアム・H・ラッセルは同様に合衆国政府と契約して速達便を運ぶアイディアを持っていた。
短い経路を使い、伝統的な駅馬車ではなく馬に乗った配達人を使えば、ミズーリ州セントジョゼフからカリフォルニア州サクラメントまで10日間で速達便を運べるという提案だった（それまでは25日以上を要していた）。その所要日数については多くの者が不可能だと言っていた。正確には夜通し走ったというわけではなかったが、おそらくその所要時間に対しては値段が高く、半オンス (14 g) あたり5ドルとされていた。ポニー・エクスプレスの設立者達は政府から排他的な契約を得られると期待していたが、それは実現しなかった。
ラッセルとメジャー、ワッデルは1860年の冬にちょうど2ヶ月間でポニー・エクスプレスを組織し纏め上げた。それは巨大な事業を請け負うものであり、騎手120人、駅184か所、馬400頭それに数百人の人員が要るものだった。
アレクサンダー・メジャーズは信仰心が厚く、「神の救いにより」あらゆる困難さに打ち勝てると決断し、全ての騎手に聖書を渡し、「私がA・メジャーズの従業員である限り、神を冒涜する言葉を使わず、酔っ払わず、賭け事をせず、動物を虐待せず、紳士の行為として恥ずべきこと全てを行わないことに同意する。またこれらの条項に違反したときは、働いた分の給与なしに解雇されることを認めることにも同意する。」という誓いを求めた。
ポニー・エクスプレスは統合された大陸横断の仕組みであれば年間を通して運営できることを訴えた。これが電信に置き換えられて以降、アメリカ西部の伝承の一部になってきた。技術的な革新ではなく個々の騎手と馬の能力と体力に依存していたことは、西部開拓時代の無骨な個人主義の一部でもあった。
1866年から1890年までポニー・エクスプレスのロゴは書留郵便と貨物の輸送を手がけたウェルズ・ファーゴが使っていた。アメリカ合衆国郵便公社は国内郵便の登録商標として「ポニー・エクスプレス」を使った。ロシアを本拠とするフレイトリンク宅配サービスはアメリカ合衆国郵便公社のものと類似したポニー・エクスプレスの登録商標とロゴを採用した。

## 運営

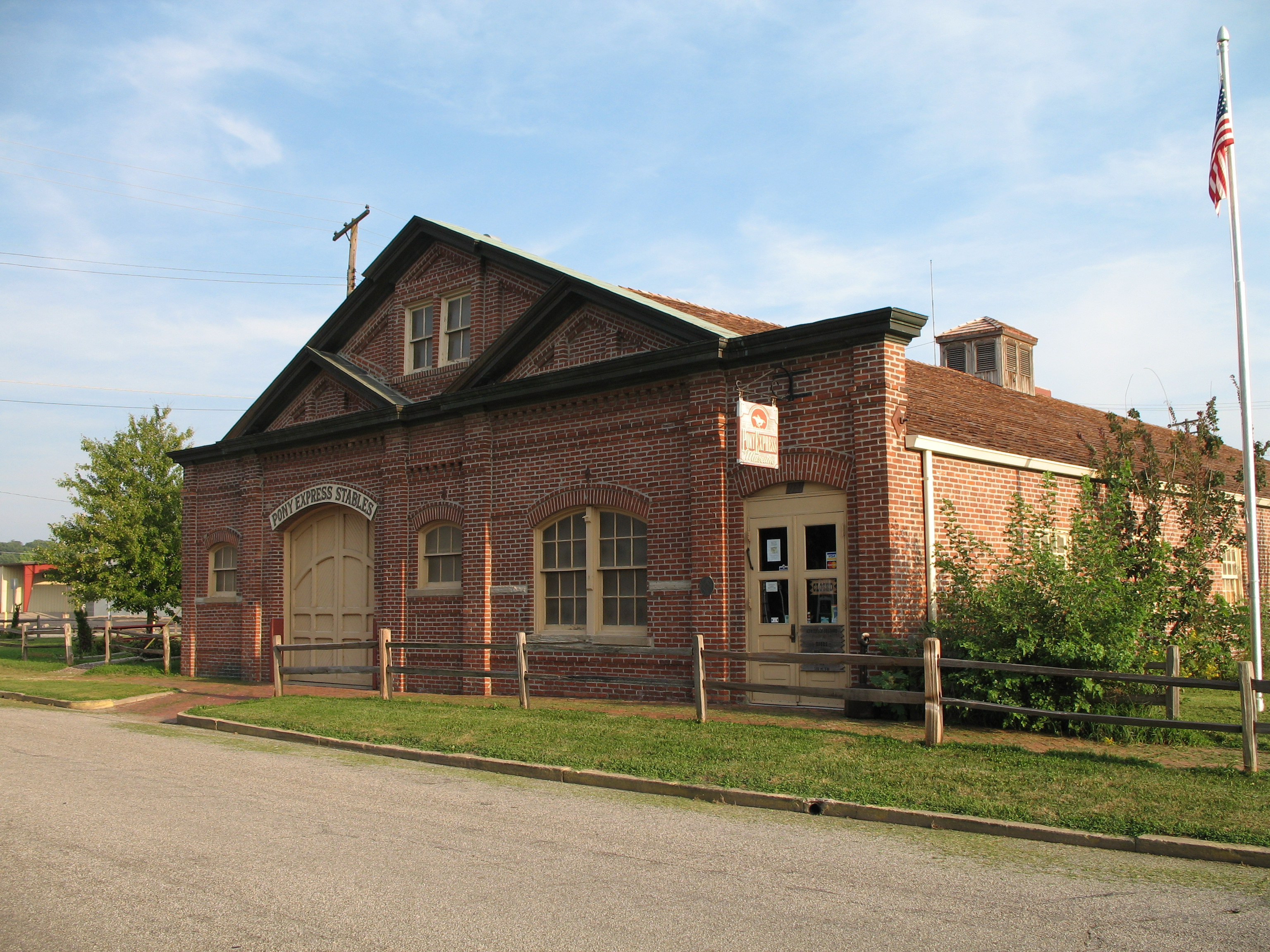
セントジョゼフにあるポニー・エクスプレスの厩舎

1860年時点で経路沿いに約10マイル（16キロメートル）毎に離れて157の駅が備えられた。この距離は1頭の馬が早駆けで行くことのできる距離だった。各駅では騎手が新しい馬に乗り換え、「モチラ」（スペイン語でポーチまたはバックパックという意味）と呼ばれる郵袋のみを積み換えていた。従業員はこの郵袋の重要性を強調された。彼らはもし事あるときは馬や騎手よりも郵袋が大事だと言うことが多かった。モチラは鞍の上に投げ上げられ、騎手の体重で抑えられた。モチラの両隅には「キャンティナ」すなわちポケットがあった。手紙の束はこの「キャンティナ」に入れられ、安全のために南京錠が掛けられた。この「モチラ」には20ポンド（9キログラム）の郵便が入れられ、さらに20ポンドの荷物も運べた。この20ポンドの中には水袋、聖書、駅長に乗り換え馬の準備を知らせる角笛、リボルバー拳銃1挺が入り、さらにはライフル銃かもう1挺のリボルバーかが選ばれた。最終的にリボルバー拳銃1挺と水袋以外は取り去られ、馬の背負う荷重は165ポンド（75キログラム）になった。騎手は体重125ポンド（57キログラム）以上は許されず、75ないし100マイル（120 - 160キロメートル）毎に騎手が入れ替わり、日夜騎乗を続けた。緊急の場合、1人の騎手が2行程を連続して乗ることがあり、早駆けする馬に20時間以上も乗り続けることがあった。
騎手が冬季にシエラネバダ山脈を越えようとしたかは不明であるが、ネバダ州中部を通過したのは事実である。1860年までにネバダ州カーソンシティには電信の中継所があった。騎手は給与として週25ドルを受け取った。当時未熟練労働者の給与は週1ドルが相場だった。
ポニー・エクスプレスの創設者の1人、アレクサンダー・メジャーズはこの事業のために400頭以上の馬を確保した。これらの馬は平均して体高14.5ハンド（1.5メートル）、体重900ポンド（410キログラム）であり、「ポニー」という名前は厳密には当てはまらないとしても適切なものだった。

## 経路
その経路は全長1,900マイル (3,000 km) あり、オレゴン・トレイルとカリフォルニア・トレイルを通ってワイオミング州のブリッジャー砦に行き、そこからモルモン・トレイル（ヘイスティングス・カットオフと呼ばれた）でユタ州ソルトレイクシティに至り、そこからほぼセントラル・ネバダ・ルートを通ってカーソンシティに行き、シエラネバダ山脈を越えてサクラメントに行き着くものだった。

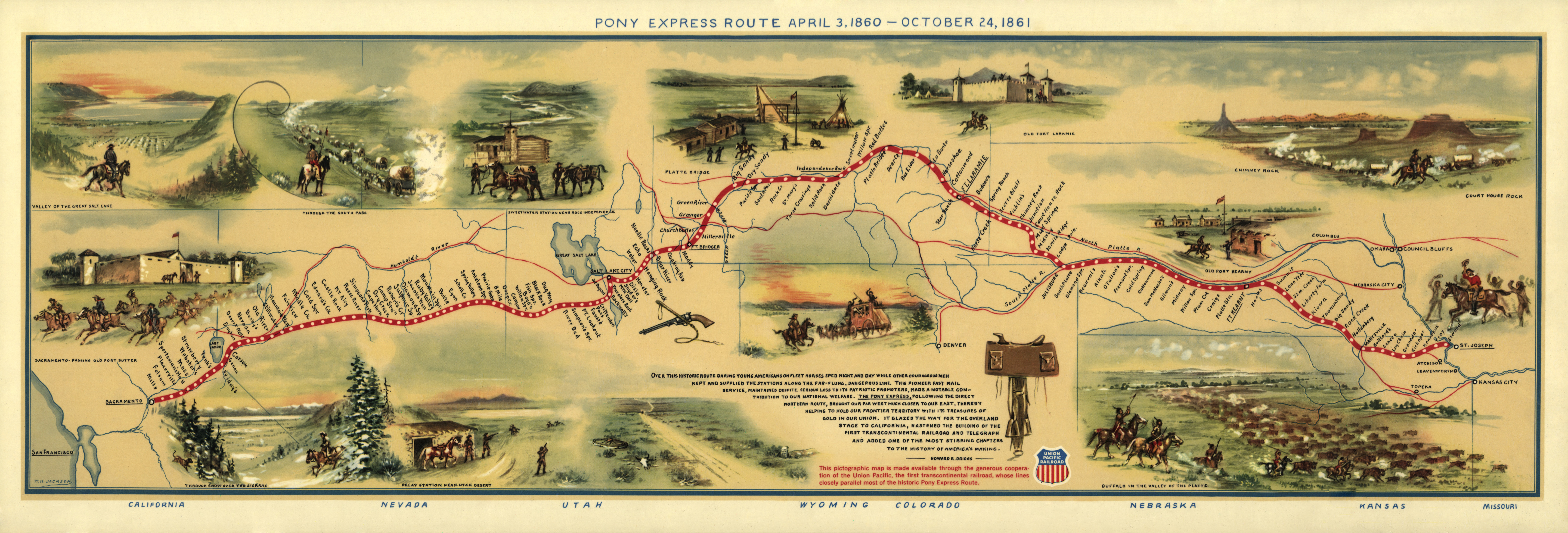
1860年にウィリアム・ヘンリー・ジャクソンが制作したイラスト入りポニー・エクスプレス・ルート図

スタート地点はミズーリ川沿いのセントジョゼフであり、現在のアメリカ国道36号線、いわゆる「ポニー・エクスプレス・ハイウェイ」を通り、カンザス州メアリーズビルに至る。そこから北西に転じてリトルブルー川沿いをネブラスカ州のカーニー砦に至る。ネブラスカ州の中はグレートプラット川道路を辿り、ゴーセンバーグを抜けて、コートハウスロック、チムニーロックおよびスコッツブラフを過ぎ、コロラド州のジュールズバーグでコロラド州の縁を横切り、その後にワイオミング州ララミー砦に到着する。そこからはスウィートウォーター川に沿い、インデペンデンスロック、デビルズゲイトおよびスプリットロックを過ぎて、キャスパー砦に至り、サウスパスを抜けてブリッジャー砦に行き、そこからソルトレイクシティに降りて行く。ソルトレイクシティから先は1859年に工兵隊地理工学兵団のジェイムズ・H・シンプソン大尉が切り開いたセントラル・ネバダ・ルートを通って行く。このルートはネバダ州とユタ州を抜けるときほぼ現在のアメリカ国道50号線を辿っている。その後グレートベースン、ユタ・ネバダ砂漠、およびタホ湖近くでシエラネバダ山脈を横切り、サクラメントに到着する。郵便は蒸気船に移されサクラメント川を下ってサンフランシスコまで届けられた。蒸気船の便が無いようなときは、騎手が馬に乗ったままオークランドまで郵便を持っていった。

### 駅
ポニー・エクスプレスが使った長く労力の要る経路上には最終的に184の駅ができた。これらの駅は既にある建物が使われることが多かった。幾つかは軍隊の砦に置かれ、またある駅は新しく建てられた。経路は全体で5つの部分に分けられていた。厳密なスケジュールを守るために地形に応じて5ないし20マイル (8 - 32 km) 毎に中継駅が置かれ、その総数は157だった。「スウィング駅」では馬を乗り継ぎ、「ホーム駅」では騎手が宿泊し休息を与えられた。この仕組みで記録的な速さで大陸を横切る郵便が届けられた。騎手は1日に約75マイル (120 km) を騎乗した。

## 最初の配達

### 西行き

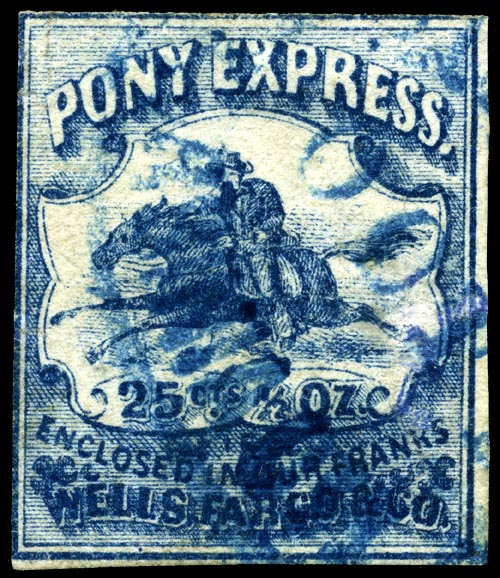
ウェルズ・ファーゴが印刷した25セント切手はネバダ州バージニア・シティーでキャンセルされた。1862年にそこからサクラメントまで復活したポニー・エクスプレスで使われた。

最初の西行きポニー・エクスプレスは1860年4月3日にセントジョゼフを出発し、4月14日にサンフランシスコに到着した。配達された手紙は東のセントジョゼフからという表書きで送られ、直接アメリカ合衆国郵便制度の中に入ることはなかった。この最初の西行き便で配達された手紙が1つだけ残っている。下に示す郵便は、1855年にアメリカ合衆国郵便公社が発行し、前もって切手が貼られたものであり（エンボス加工）、5年後に使われたことになった。
ニューヨークとワシントンD.C.から「モチラ」を持ってきた配達人はデトロイトで乗り継ぎを間違え、ミズーリ州ハンニバルには2時間遅れで到着した。鉄道会社はこのために線路を空け、1両のみの客車を付けた「ミズーリ号」と呼ぶ特別機関車を走らせ、州内206マイル (332 km) の道のりを記録破りの4時間51分で走った。平均時速は毎時40マイル (64 km/h) だったオリーブ通りと8番通りの角に到着したが、そこはポニー・エクスプレスの新本社がある12番通りとペンシルベニア通り角および会社に近い厩があるペンシルベニア通りから数ブロックしか離れていなかった。最初の郵袋には49通の手紙、5通の電報、およびサンフランシスコや中間点に当てた文書幾つかが入っていた。
セントジョゼフ市長M・ジェフ・トンプソン、ウィリアム・H・ラッセル、およびアレクサンダー・メジャーズがスピーチを行った後にモチラが手渡された。馬による配達は午後7時15分に始まった。地元新聞「セントジョゼフ・ガゼット」がその郵袋に入れられた唯一の新聞となった。
最初の騎手が誰だったかは長い間議論されてきた。セントジョゼフの「ウィークリー・ウェスト」（1860年4月4日発行）はジョンソン・ウィリアム・リチャードソンだったと報じていた。幾つかの史料ではジョニー・フライだったとされている。いずれにしても最初の西行き騎手は郵袋を抱え、ミズーリ川の渡し舟でカンザス州エルウッドに渡った。最初に馬に乗った距離は、ポニー・エクスプレスの厩と鉄道がある地域からジュールズ通りの先にあるミズーリ川渡しまでわずか半マイル (800 m) に過ぎなかった。ここで馬と騎手が川を渡ったと報告されている。その後の西行きでは騎手が馬無しで川を渡り、対岸の厩で馬に乗ることになった。
最初の西行き便のモチラは目的地サンフランシスコに1860年4月14日午前1時に到着した。

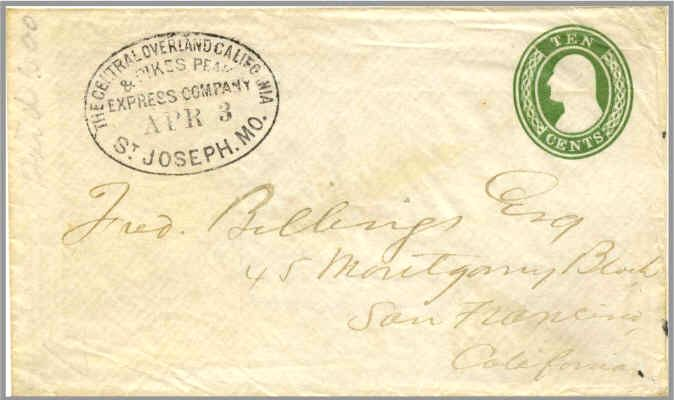
最初の西行き便で配達された手紙（1860年4月3日発）
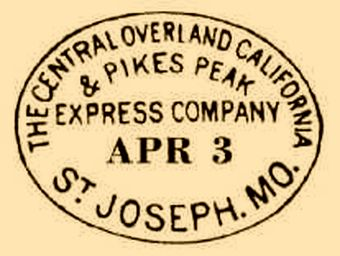
最初の手紙の消印

### 東行き
最初の東行きポニー・エクスプレスは1860年4月3日にカリフォルニア州サンフランシスコを出発し、10日ほど後に目的地ミズーリ州セントジョゼフに到着した。セントジョゼフからはアメリカ合衆国郵便の仕組みに乗せて東部の宛先地に配達された。この最初の東行き便で配達された手紙が2つだけ残っている。

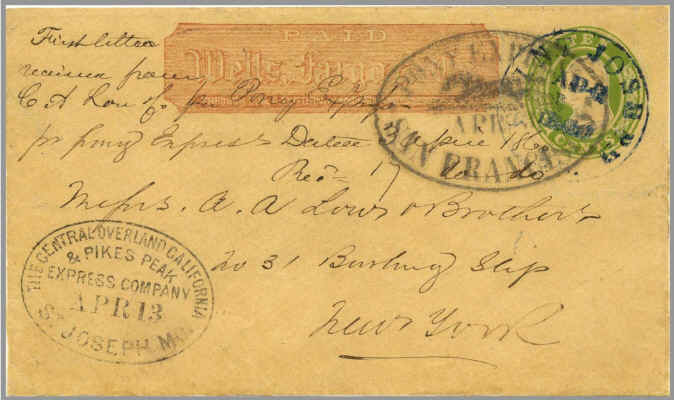
最初の東行き便で配達された手紙（1860年4月3日発）
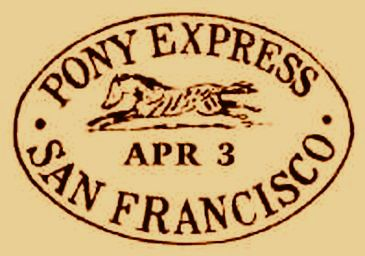
最初の手紙の消印

## 郵便

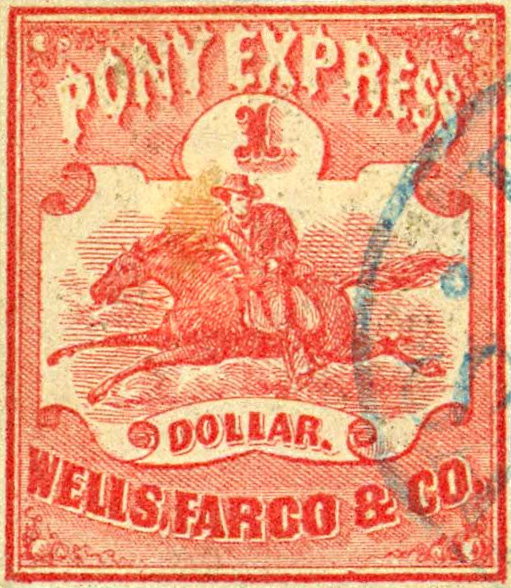
1860年の切手

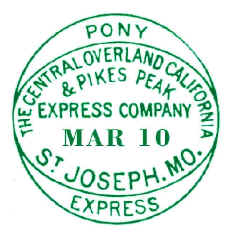
楕円を組み合わせた消印。封書の見られる多くのタイプの1つ

ポニー・エクスプレスの郵便配達は1860年と1861年の短期間存在しただけなので、今日残っている配達された郵便は数少ない。残っている郵便が稀であることのもう1つの原因はその当初の料金であり、半オンス (14 g) あたり5ドルもしていたことだった。当時としては法外に高く、一般大衆ではとても払えないものだった。ポニー・エクスプレスの末期、料金は半オンスあたり1ドルにまで減額された。たとえ1ドルであったとしてもたった1通の手紙を出すためには高額だと考えられていた（今日の貨幣価値で24ドルに相当する）。この郵便配達サービスはフロンティアでの事業だったので、後方にあたる東部の一般大衆は対象から除外され、法外な料金となった。その結果、今日のコレクターや博物館に残っているポニー・エクスプレスの郵便が数少ないものとなった。現在ポニー・エクスプレスの郵便と識別されているものはわずか250通である。

### 消印

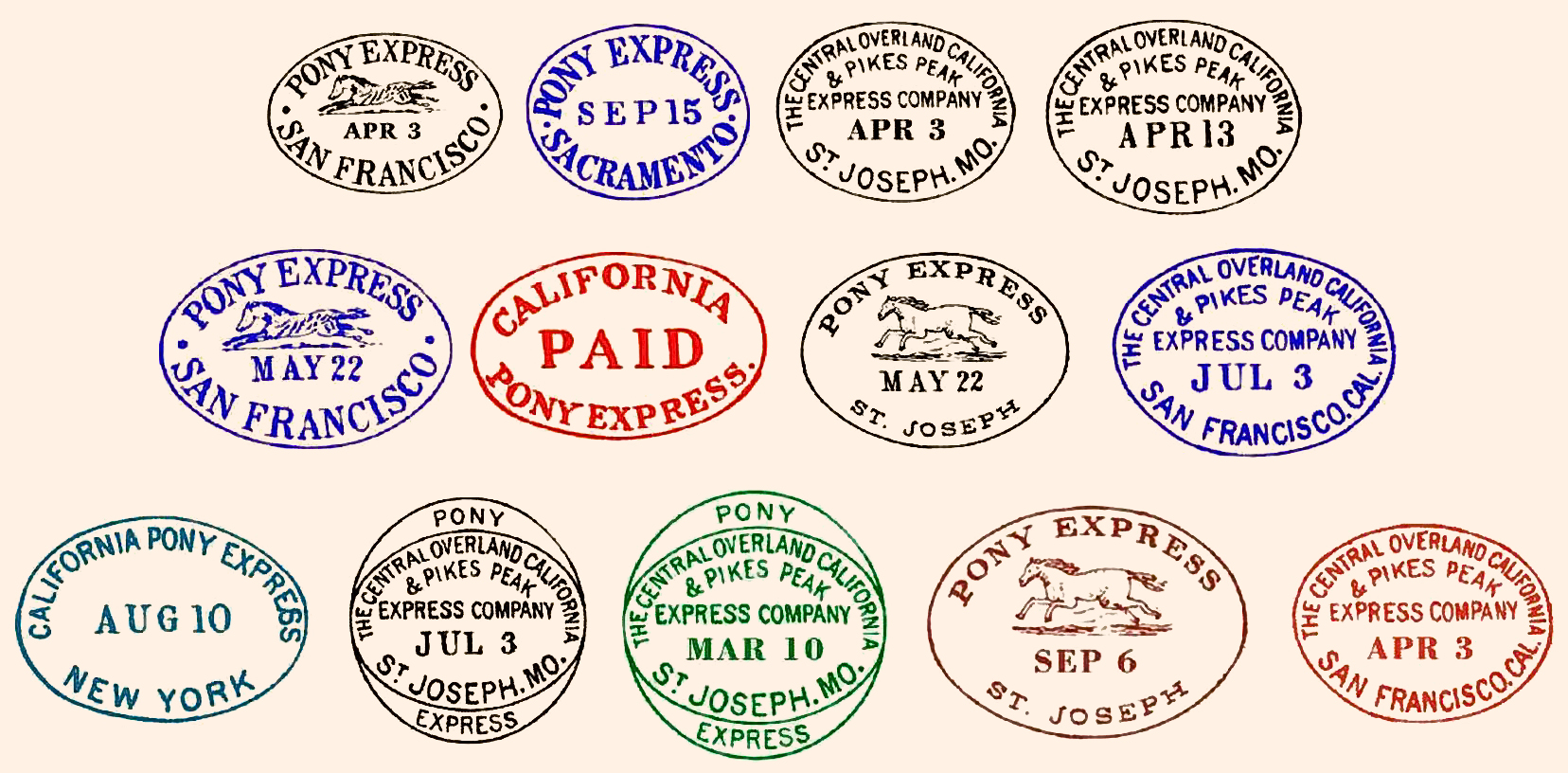
現在残っているポニー・エクスプレスの郵便に捺された消印

## 配達の最速記録
ポニー・エクスプレス最大の投資家の一人であり、上級経営者のウィリアム・ラッセルは、1860年アメリカ合衆国大統領選挙をポニー・エクスプレスの宣伝のために利用し、郵便を如何に速く運べるかを訴えた。このためにその全経路上に生きのいい騎手と馬を確保し、選挙前にはさらに騎手を雇い、生きのいい馬を使えるようにした。1860年11月7日（一般投票は11月6日）、選挙結果を携えたポニー・エクスプレスの騎手が東側電信線の西端であるネブラスカ準州のカーニー砦を出発した。騎手たちは雪に覆われた経路を進んで西側電信線の東端であるネバダ準州チャーチル砦に入った。カリフォルニア州の新聞はリンカーン当選の報せを東海岸の新聞に遅れること7日17時間後で受け取った。当時としては誰も真似できない功績だった。

## 攻撃

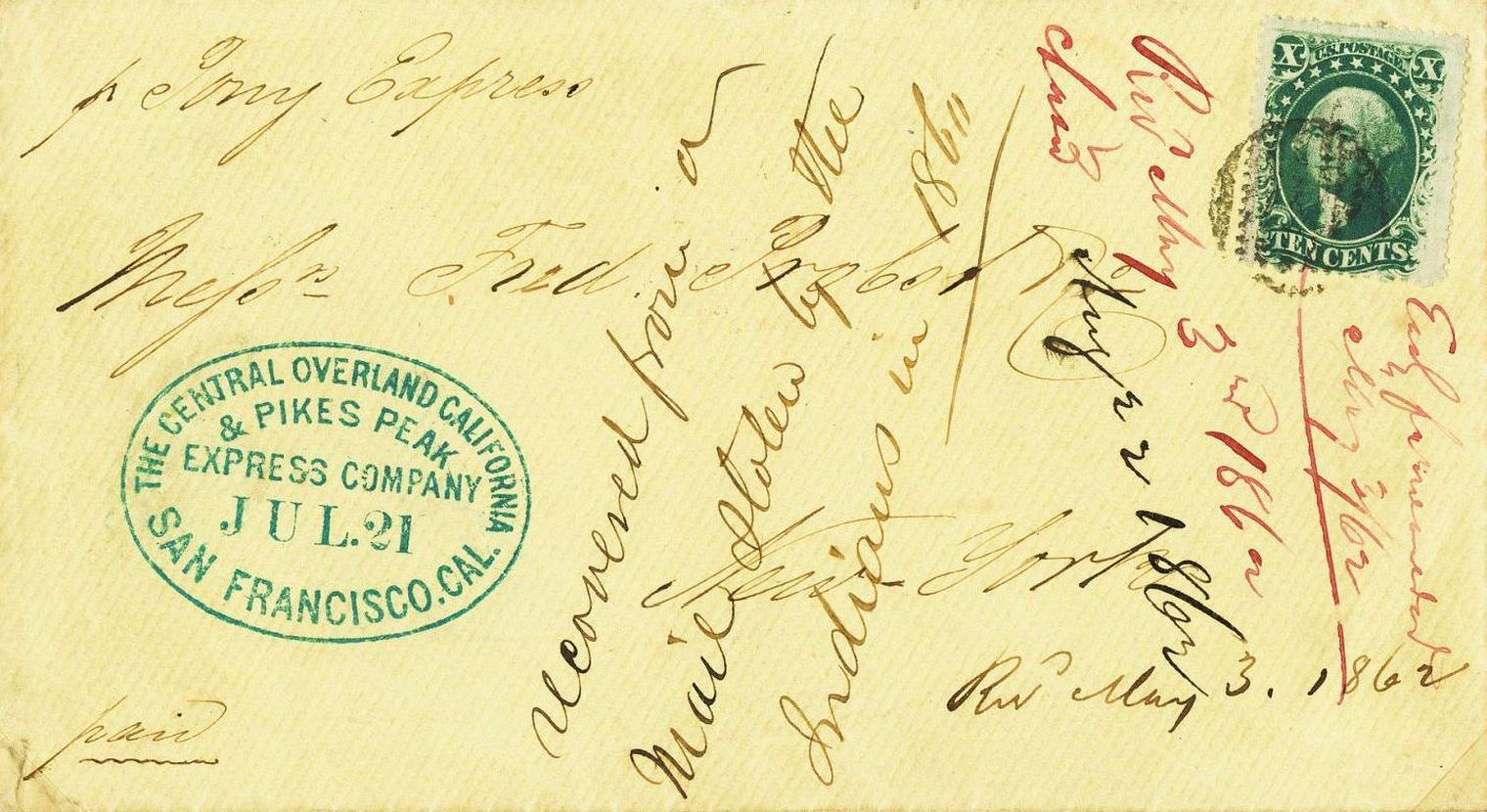
盗まれたポニー・エクスプレスの郵便。表書きに「1860年にインディアンに盗まれた郵便を回収」と書かれている。1862年5月3日の消印は最終的にニューヨークに配達された日付である。表には1857年に発行されたワシントンの10セント合衆国郵便切手が貼られている。

パイユート戦争はネバダ州でパイユート族インディアンが起こした一連の襲撃と不意打ちであり、ポニー・エクスプレスの郵便サービスにも障害となった。この戦争は1860年5月から6月まで続いたが、散発的な暴力行為はその後も続いた。ポニー・エクスプレスの短い歴史の中で1回だけ郵便が届かないことがあった。サクラメントとセントジョゼフからの配達が8週間大過なく過ぎた後、5月にパイユート戦争が起こったために配達を中止せざるを得なくなった。
この年ネバダ州の6,000人のパイユート族が激しい吹雪が吹き荒れた冬を越す必要があった。春までに部族全体が戦争を始める用意ができていたが、酋長のヌマガだけが例外だった。ヌマガは3日間断食して和平を説き続けた。しかし5月7日に数名のインディアンがウィリアムズ・ポニー・エクスプレスの駅を襲い、5人の男を殺した。
その後の数週間で幾つかの事件が起こり、パイユートの土地にいた白人が待ち伏せされ殺された。ポニー・エクスプレスは特別の標的だった。他にも7つの駅が攻撃され、16人の従業員が殺され、約150頭の馬が盗まれるか追い散らされた。このパイユート戦争でポニー・エクスプレスの人命が失われただけでなく、家畜と駅の装備で約75,000ドルの被害が出た。この年の6月、パイユート族の蜂起はアメリカ軍の仲裁で終わりを迎え、その後は東部からの配達便で遅れていた4回分が6月25日にサンフランシスコに届けられた。
この短期間の戦争中、7月21日にサンフランシスコを出発したポニー・エクスプレスの配達便が直接目的地に到着しなかった。その郵袋はそれからほぼ2年後にセントジョゼフに到着し、ニューヨークに回送された。

## 騎手
1860年の当時、ポニー・エクスプレスの騎手は難しい仕事であり、タフで軽量でなければならなかった。「求む、若く、痩せこけて針金のような男、18歳以上は不可。馬の騎乗に優れ毎日死を賭した危険に立ち向かわなければならない。孤児優遇」というように読める有名な求人広告が残っている。
ポニー・エクスプレスはいつでも使える騎手を80人は抱えていたと推計されている。さらに駅亭員、厩務員、および経路管理員などで約400人の従業員も雇っていた。多くの若者が応募してきており、全てが危険に直面し、時として配達路にある難題に挑戦することに熱心だった。アメリカの著名な作家マーク・トウェインはポニー・エクスプレスを真っ先に見て、騎手のことを「たいていは小柄な男」と表現していた。騎手は小柄で軽量で概して10代の少年だったが、国のために大いに必要とされ危険を伴ったその活動についてアメリカ合衆国西部の英雄だったという明らかな記録が残されている。
セントジョゼフ博物館の館員が様々な資料から騎手のリストを作成しており、その中には騎手を知っていた人、騎手の親戚および新聞の証言が含まれている。リストの幾らかはCategory:Pony Express ridersで見ることができる。

### 最初の騎手

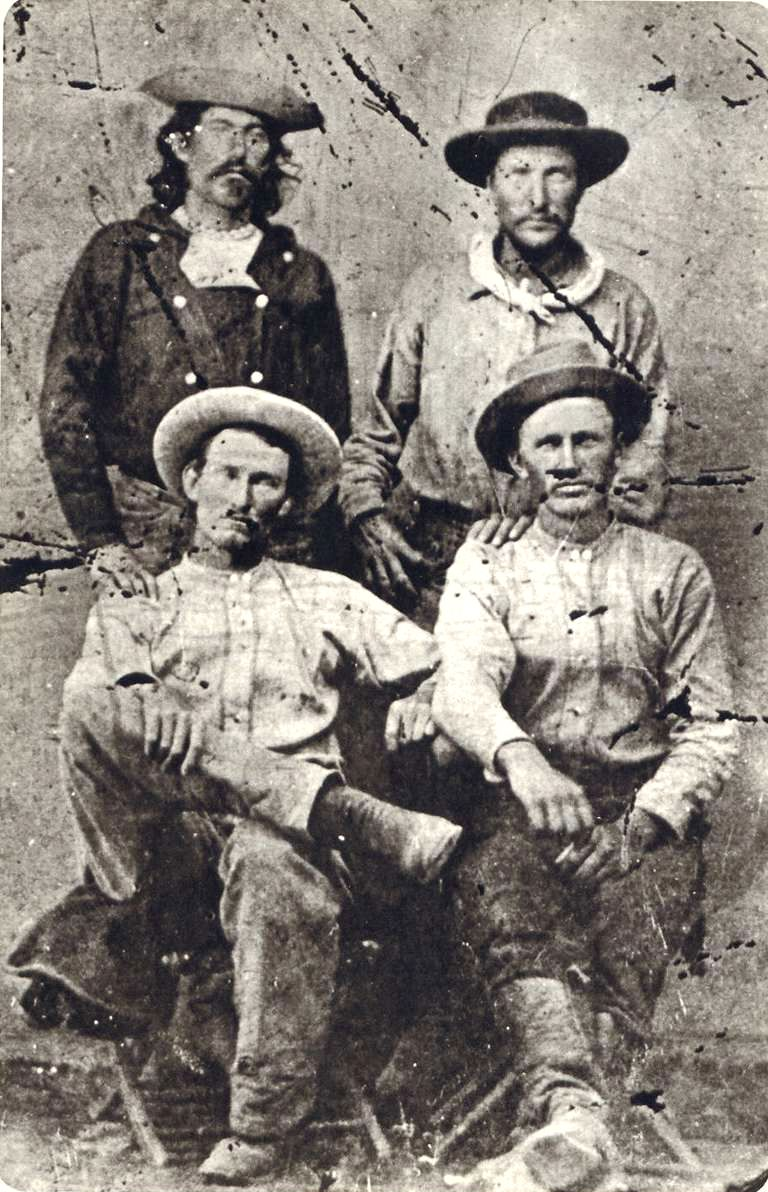
"ビリー"・リチャードソン（後列左）、ジョニー・フライ（後列右）、チャールズ・クリフ（前列左）、ガス・クリフ

セントジョゼフを出発した最初の西行き騎手が誰だったかについては議論があるが、最近の歴史家達はジョニー・フライか"ビリー"・リチャードソン（ジョンソン・ウィリアム・リチャードソンの通称）のどちらかだったということで落ち着いてきている
。二人ともセントジョゼフでA・E・ルイスが担当したセントジョゼフからカンザス州セネカまでの区間、距離にして80マイル (128 km) のために雇用された。彼らは乗り継ぎを含めて平均時速20.5マイル (33 km/h) で走り続けた。郵袋が最初の騎手に届けられる前に、儀式と幾つかのスピーチのための時間が取られた。まずセントジョゼフ市長M・ジェフ・トンプソンがセントジョゼフにとってのこの行事の重要性について短いスピーチを行った。続いてウィリアム・H・ラッセルとアレクサンダー・メジャーズが、ポニー・エクスプレスが如何に大陸横断鉄道建設のための「先駆け」になるかについて観客に向かって演説した。全てのスピーチが終わった午後7時15分頃にラッセルが最初の騎手に郵袋を手渡した。祝砲が放たれ、大勢の観衆が喝采を送り、騎手は渡し舟の待つジュールズ通りの外れにある乗船場に向かって駆け出した。そこでは合図の大砲で知らされ、ミズーリ川を越えてカンザス準州エルウッドに渡す船が馬と騎手を待っていた。4月9日午後6時45分、東部からの最初の騎手がユタ準州ソルトレイクシティに到着した。さらに4月12日午後2時半にネバダ準州カーソンシティに到着した。シエラネバダ山脈を越えた騎手がカリフォルニア州プラサービルを通過してサクラメントに到着し、1860年4月14日になる真夜中過ぎに最初の郵袋はサンフランシスコに配達された。
ジェイムズ・ランドールがサンフランシスコのアルタ電報局から最初の東行き騎手になったとされている。彼はサクラメントに向かう蒸気船アンテロープに乗船していた。ポニー・エクスプレスのための郵便は午後4時にサンフランシスコを出発し馬と騎手が水際まで運んでサクラメント行きの蒸気船に乗せ、そこでポニー・エクスプレスの騎手に引き継がれた。午前2時45分、ウィリアム・（サム）・ハミルトンがサクラメントから出発した最初の騎手になった。ハミルトンはスポーツマンホール駅まで進み、そこで郵便の詰まったモチラをウォーレン・アップソンに渡した。この地にあるカリフォルニア州登録歴史史跡の銘板には次のように書かれている。

### ウィリアム・コディ

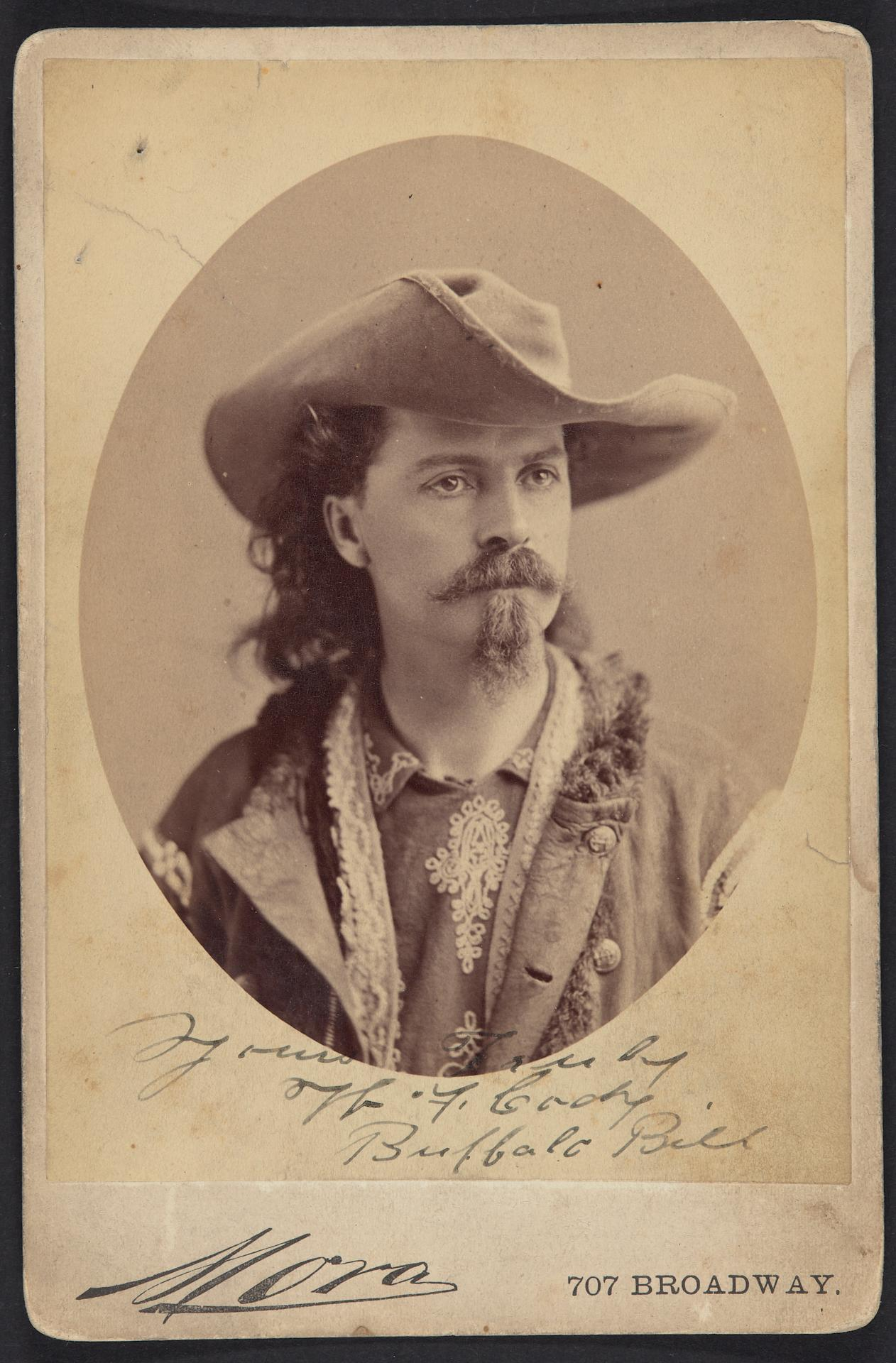
ウィリアム・コディ、通称バッファロー・ビル

ポニー・エクスプレスの騎手の中でもウィリアム・コディ、通称バッファロー・ビルはその伝説と民間伝承に典型的なものとなっている。ポニー・エクスプレスの騎手としての若き日のコディの冒険については多くの話が伝えられている。当時15歳のコディはカリフォルニア州に向かっているときにポニー・エクスプレスの代理人と出遭い、その会社と契約した。コディは道中の駅の建設に貢献した。それゆえに騎手として雇われ、ジュールズバーグの町から短い45マイル (72 km) の配達を任された。その数ヵ月後ワイオミングのスレイドの地区に転籍され、レッドビュート駅からロッキーリッジ駅までの最長無停止区間の騎乗を行い、その引継ぎのための騎手が殺されていたのを発見したときに元の駅に戻った。全行程の中でも最も危険な区間の一つだったその区間は322マイル (515 km) もあり、21時間40分で騎り通した。この騎乗を行うために21頭の馬を乗り継いだ。コディは西部開拓史初期のあらゆる重要な場面、例えばゴールドラッシュ、鉄道の建設、グレートプレーンズの牛追いなどで登場しており、開発のほとんど全ての段階で重要な役割を担った。南北戦争の間の斥候としての経歴によってバッファロー・ビルという渾名を獲得し、典型的なフロンティアの男として勇名を轟かせた。

### ロバート・ハスラム

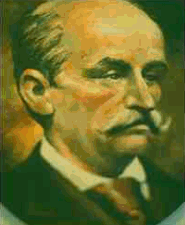
"ポニー・ボブ"・ハスラム、後年の肖像

ロバート・ハスラム（ポニー・ボブ）はポニー・エクスプレスの騎手の中でも最も勇敢で、才覚があり、よく知られた騎手だった。1840年にイングランドのロンドンで生まれ、10代でアメリカ合衆国に渡ってきた。ボリバー・ロバーツに雇われ、駅造りに貢献し、タホ湖の駅から75マイル (120 km) 東にあるチャーチル砦に近いバックランド駅までの配達を任された。負傷しながらも120マイル (190 km) の道のりを8時間20分で騎乗したのはポニー・エクスプレスの作った記録の中でも最速のものだった。その運んだ郵便はリンカーンの就任演説だった。"ポニー・ボブ"・ハスラムの騎乗は、1860年にインディアンの問題が起こったことの結果だった。（おそらく5月10日にサンフランシスコからの）東行きの郵便をフライデイの駅で受け取った。バックランドの駅では引継ぎの騎手がインディアンの脅威に怯えており受け取りを拒否した。ハスラムは休憩無しにスミス・クリークまで190マイル (300 km) の距離を運ぶことに同意した。郵便を届けた後9時間休憩し、来た道を西行きの郵便を運んだ。コールドスプリングスではインディアンがそこを襲って駅亭を殺し、家畜全てを追い散らした跡を発見した。最終的にバックランド駅まで戻り往復380マイル (600 km) を走りとおして、最長記録となった。その途中でハスラムはインディアンの矢が顎にあたり、歯を3本失った。
"ポニー・ボブ"は南北戦争後もウェルズ・ファーゴに雇われて騎手を務め続け、その50代までアメリカ陸軍の斥候を務め、1890年12月のシッティング・ブル酋長の降伏交渉では、その外交使節として友人になっていたバッファロービルを伴ったこともあった。ハスラムは漂泊を続け人の口にも上らなくなっていたが、卒中を患った後貧窮の中で1912年の冬にシカゴで死んだ（72歳）。バッファロー・ビルはシカゴの最南端にあるマウント・グリーウッド墓地（111番通りとサクラメント通り）にその親友の墓石を立てた。

### ジャック・キートリー

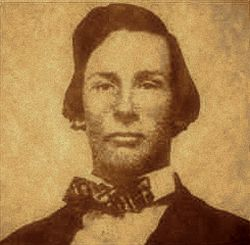
ジャック・キートリー

ジャック・キートリーは19歳のときにA・E・ルイスにその地区のために雇われ、メアリーズビルからビッグサンディまでの騎乗を任された。ポニー・エクスプレスが存在した全期間騎手を務めた者の一人である。
キートリーの最長の騎乗は他の騎手の代わりを務めて往復を走ったものだったが、最後にセネカに到着した時は鞍の上で眠っていた。食事のために停止することもせずに340マイル (540 km) を31時間で走った。ポニー・エクスプレスが解体された後、キートリーはソルトレイクシティに行って、鉱業に携わった。
1907年にキートリーは次のような手紙を書いていた。

## 馬

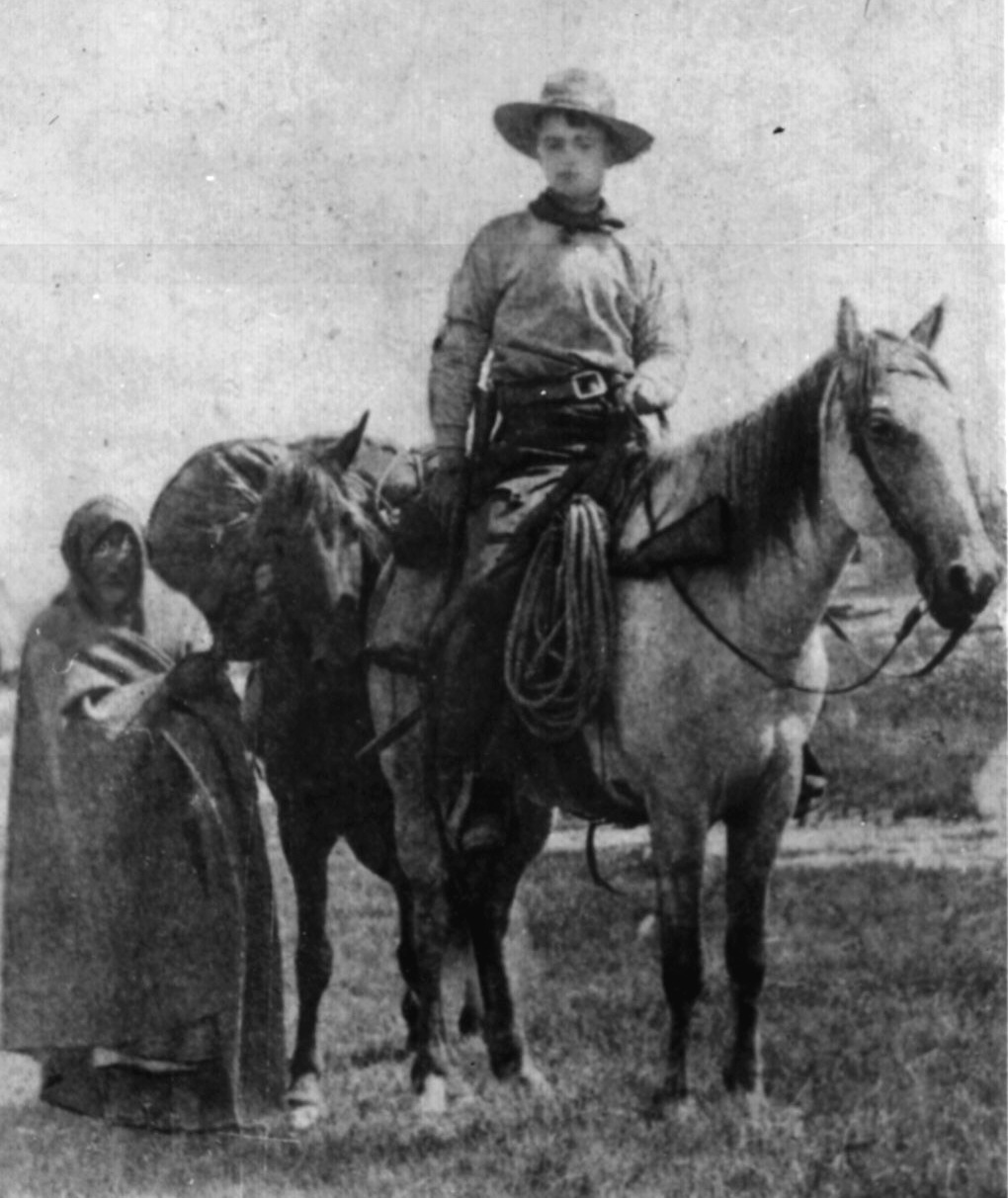
フランク・E・ウェブナー、ポニー・エクスプレスの騎手、1861年頃

ポニー・エクスプレスが郵便を運ぶために推計で400頭の馬が使われた。その馬は速さと耐久力で選ばれた。ポニー・エクスプレスの経路東端ではアメリカ騎兵隊から馬が選ばれることが多かった。西端のカリフォルニア州ではW・W・フィンニーが「カリフォルニア馬」と呼ばれる胴の短い馬100頭を購入し、A・B・ミラーはグレートソルト湖バレー周辺で200頭の土地の馬を購入した。馬は駅と駅の間、平均的に15マイル (24 km) を迅速に駆けてから休息させられ、生きのいい馬が疲れて到着したばかりの馬と取り替えられた。
ポニー・エクスプレスの騎手は80なし100マイル (130 - 16 km) 駆ける間に8なし10頭の馬を取り替えた。馬は速歩、駆け足あるいは早駆けで時速10ないし15マイル (16 - 24 km/h) で走り、時には時速25マイル (40 km/h) の全速で駆けることもあった。ポニー・エクスプレスの馬はミズーリ州、アイオワ州、カリフォルニア州および西部の準州幾つかで購入された。
ポニー・エクスプレスの騎手は様々な種の馬を使った。例えばモーガンやサラブレッドであり、これらは経路の東端で使われることが多かった。中間部ではピントが使われることが多く、西端の岩場ではマスタングがよく使われた。

## 鞍

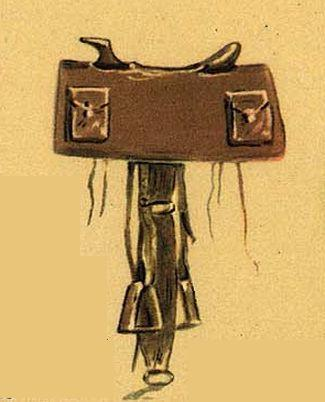
モチラ - ウィリアム・ヘンリー・ジャクソンが描いた駅地図に載っているイラスト

ポニー・エクスプレスがセントジョゼフに来る以前の1844年、イズラエル・ランディスがそこで小さな鞍と馬具の店を開いた。その店は町が発展するに連れて拡大し、ポニー・エクスプレスが町に来た時にはその新しく設立された会社のためにサドルを生産する理想的な候補者になっていた。ポニー・エクスプレスの騎手は駅間の10マイル以上の距離を急速に駆けるので、馬が担う荷重を減らすためにあらゆる考慮が払われた。そのために特別に軽量の鞍が考案され制作された。皮革を少なくし、金属や木製の部品を減らして、当時西部で一般に使われていた鞍のデザインに近いものになった。
郵袋はサドルとは別の部品であり、この点でポニー・エクスプレスは特徴があった。馬につける標準的な郵袋はその大きさと形故に、また一つの鞍から別の鞍に付け替えるために時間を要して乗り換え時に不必要な遅れを生じさせたので採用されなかった。多くの中継所があったので1つの駅での遅れは積もり積もって大きなものになるはずだった。この難しさを克服するために「モチラ」すなわち皮革で覆われた袋が鞍の上に投げ上げられた。モチラには鞍のホーン部と後部鞍骨にかけられるようにその大きさに合わせて穴が明けられた。モチラには広い革のスカート部が付けられ、4つのキャンティナ、すなわち箱形の堅い革部品が付き、そこに郵便が納められて運ばれた。

## 閉鎖
ポニー・エクスプレスはアメリカ合衆国の中央部と北部の郵便ルートが使えることを証明したが、その会社はこの経路で郵便を配達する契約を得られなかった。その契約は南部の連邦議員に覚えが良いバーターフィールド・オーバーランド・メイル駅馬車ラインを引き継いだジェレミー・デハットに1861年3月に与えられた。ホラデイがその駅馬車のためにポニー・エクスプレスの駅を引き継いだ。
その契約が与えられた直後に南北戦争が始まり、駅馬車の運行も止められた。1861年3月からポニー・エクスプレスはソルトレイクシティとサクラメントの間のみで運行された。最初の大陸横断電信線がソルトレイクシティにまで達し、オマハとサクラメントの間を繋いだ日から2日後の1861年10月26日、ポニー・エクスプレスはその運行の閉鎖を発表した。他の電信線が経路上の地点を結び、東海岸と西海岸の他の都市を結んだ。
ポニー・エクスプレスは9万ドルを売り上げたが、20万ドルの損失を出した。南北戦争が終わった後の1866年、ホラデイはポニー・エクスプレスの資産とバーターフィールド駅馬車の名残を150万ドルでウェルズ・ファーゴに売却した。

## 記念

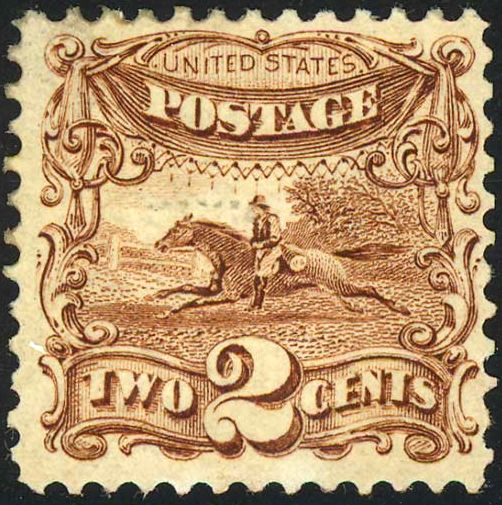
ポニー・エクスプレスを描いた切手 - 1869年発行

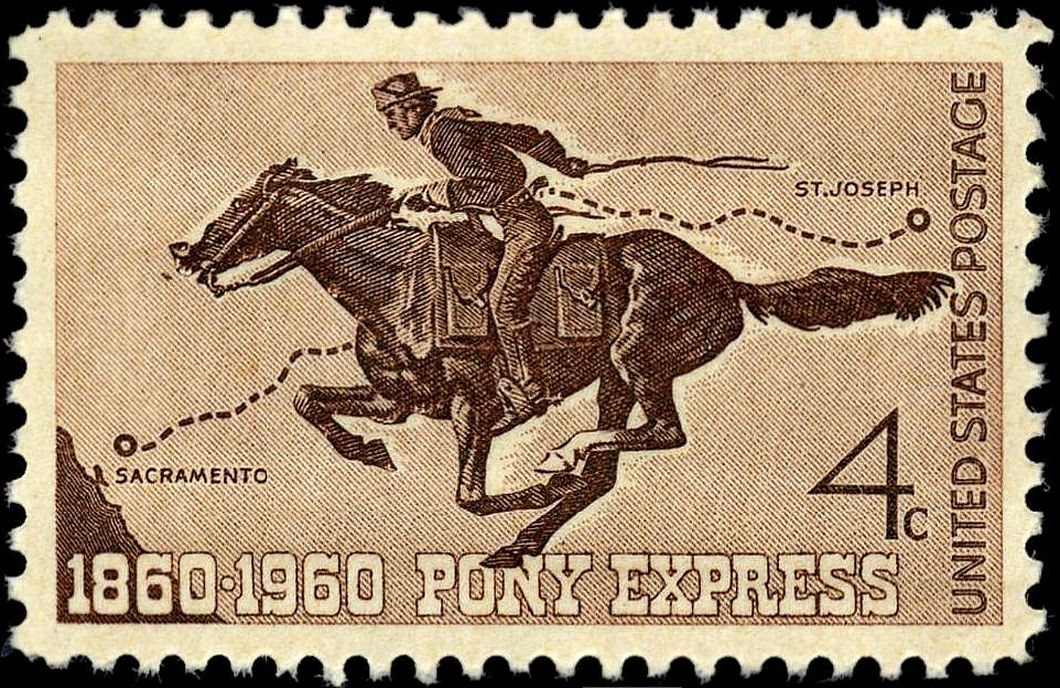
ポニー・エクスプレス100周年記念切手 - 1960年発行

1869年、アメリカ合衆国郵便公社は初めて実際の歴史上の出来事を描いた切手を発行し、その主題にポニー・エクスプレスが選ばれた。この時までの切手には、ジョージ・ワシントン、ベンジャミン・フランクリン、トーマス・ジェファーソンおよびアンドリュー・ジャクソンの顔が使われているだけだった。ポニー・エクスプレスが実際にこの切手を使ったと誤解されることもあるが、この切手はその運行を止めてから8年後の1869年に発行されたものであり、長く時には危険な騎乗を行った者達の栄誉を称え、国のために尽くされたサービスを記念するものだった。
全国ポニー・エクスプレス協会は非営利ボランティアの歴史組織である。その目的は昔のポニー・エクスプレスの経路を保存し、アメリカ合衆国国立公園局、ポニー・エクスプレス・トレイル協会およびオレゴン・カリフォルニア・トレイル協会との連携により、アメリカ史におけるポニー・エクスプレスの記憶と重要性を残すことである。
2010年4月1日はポニー・エクスプレスの150周年だった。ミズーリ州セントジョゼフにはポニー・エクスプレスの本社だったパティハウス博物館があり、この記念日を祝う行事を主催した。

### 歴史学

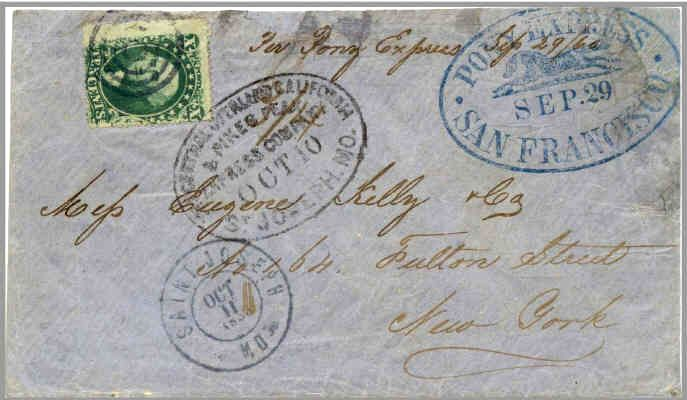
セントジョゼフ発の手紙、セントジョゼフ・ポニー・エクスプレスの消印と目的地のサンフランシスコ市の消印付き。封筒には1855年発行の10セントワシントン切手が貼られている。

ポニー・エクスプレスの歴史に関することは、記録、文書、手紙と郵便が歴史的に有効な証拠となる幾つかの具体的な分野に基礎を置いている。短命に終わったポニー・エクスプレスについて知られていることの大半は1950年代まで幾つかの証言、伝聞および民間伝承の産物であり、その全体的な諸相については概して真実だったが、設立者、様々な騎手や駅亭周辺の歴史を探索する者たち、あるいはポニー・エクスプレスの経路自体に沿ってあった駅や砦に興味がある者たちにとって多くの分野で実証性に欠けていた。
ポニー・エクスプレスに関する完成度の高い著作は、レイモンド・セトルとメアリー・セトルおよびロイ・ブロスの著した『ポニー・エクスプレスの話』と『鞍と拍車』である。セトルの証言はポニー・エクスプレスの創設者の一人ウィリアム・B・ワッデルの文書を使った最初の著者であり歴史研究者だったので特徴がある。現在その文書はカリフォルニア州サンマリノのハンティントン図書館に収められている。セトルは1950年代にこれを書いた。ブロスはポニー・エクスプレス100周年のときの著者だった。セトルの作品が概して注釈や注記無しに出版されたのに対し、著者の経歴は特徴あり、セトルは優れた自叙伝も残した。セトルがその研究を出版する準備を行ったとき、実際にはかなりの量の脚注、引用を準備していたが、編集者がそのほとんど全てを使わないことにした。その代わりに印刷と出版に費用の掛からない方法を選択し、正確だが単純化された証言を世に出した。しかし、セトルが書いた証言は当時も今も決定的なものであり、多くの歴史家の作品と比べてもポニー・エクスプレスの歴史に関するものとして最良のものと考えられている。

## 遺産

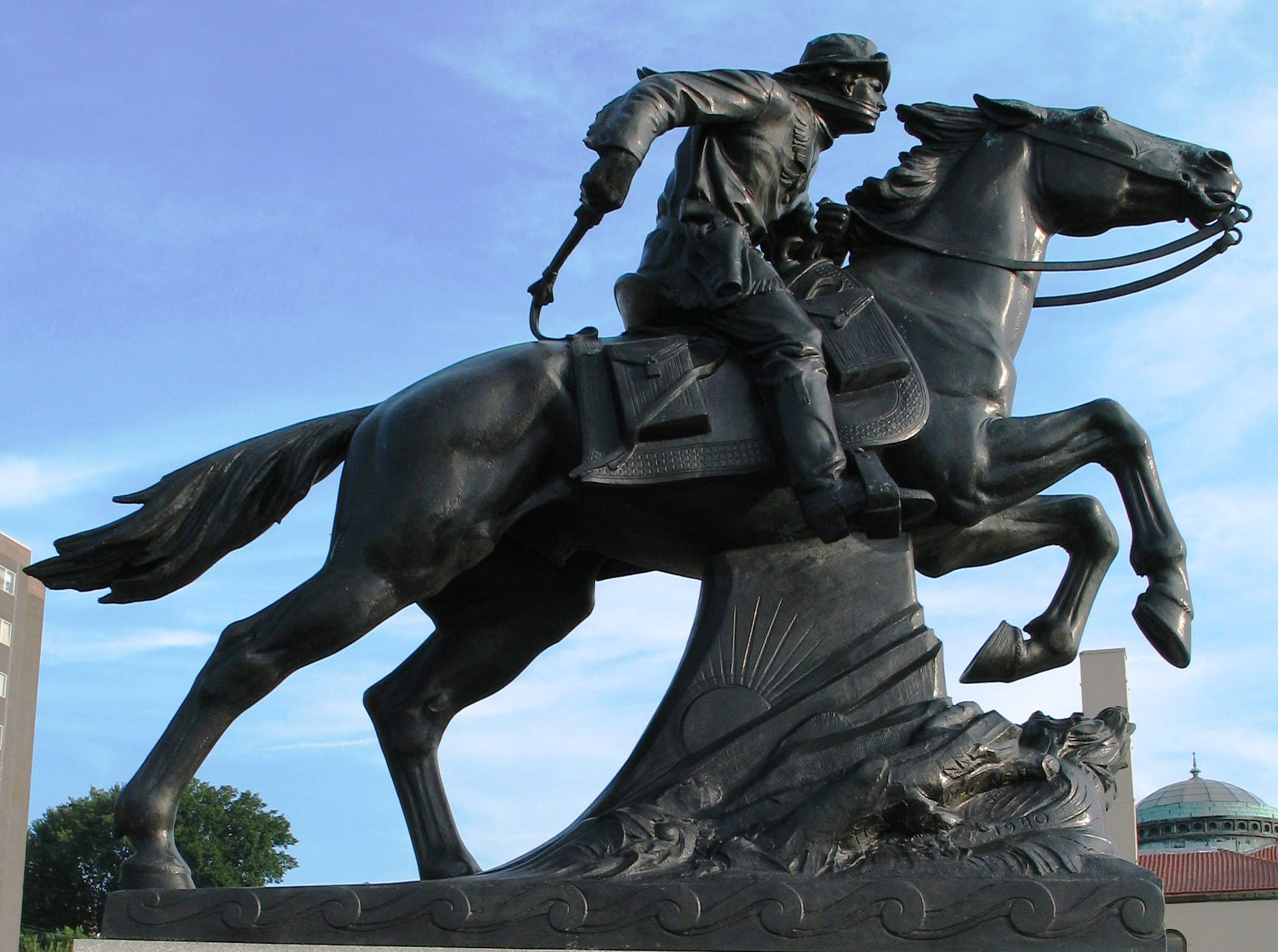
ポニー・エクスプレスの彫像、ミズーリ州セントジョゼフ

ウェルズ・ファーゴはその警備と装甲車サービスにポニー・エクスプレスのロゴを使っていた。このロゴは1990年代に他の会社が警備保障事業を引き継いだ時まで使われていた。2001年時点でその会社が売却されたためにもはやそのロゴは使われていない。
2006年6月、アメリカ合衆国郵便公社はエアメイルに「ポニー・エクスプレス」の登録商標を使うと発表した。
「ポニー・エクスプレス」はロシアを本拠とする国際的宅配サービス会社フレイトリンクはアメリカ合衆国郵便公社のものと類似したポニー・エクスプレスの登録商標とロゴを採用した。それには絵の下に「1860年設立」の文字がある。
ポニー・エクスプレスが使った経路は国立歴史の道に登録されている。経路沿いに約120か所の歴史史跡が公開されており、その中には50か所の駅あるいはその廃墟がある。

## 大衆文化の中で
ポニー・エクスプレスが記憶され人気を保ち続けていることはバッファロー・ビル・コディとその自叙伝、および彼が興行したワイルドウェスト・ショーによるところが大きい。ポニー・エクスプレスのみに捧げられた著作は1900年になって初めて出版された。しかし、コディは1879年に出版した最初の自叙伝でポニー・エクスプレスの騎手だったと主張している。この主張が最近論争になっているが、ワイルドウェスト・ショーの一幕として演じられた時に「ポニー伝説の主要な守り手」となった。

### 映画
- ポニー・エクスプレス – (1925年) – ジェイムズ・クルーズ監督の無声映画大作、出演はリカルド・コルテス、ベティ・コンプソン、アーネスト・トレンス、ウォーレス・ビアリーおよびジョージ・バンクロフト[48]
- フロンティア・ポニー・エクスプレス – (1939年) –  ジョセフ・ケイン監督、出演はロイ・ロジャーズとメアリー・ケイン[49]
- ポニー・ポスト – (1940年) –  レイ・テイラー監督のB級映画、出演はジョニー・マック・ブラウン、ネル・オデイ、ファジー・ナイトおよびアイアン・アイズ・コディ[50]
- 平原の男と女 – (1946年) – ポニー・エクスプレス開始時点を中心に据えた映画、ジョセフ・ケイン監督、出演はウィリアム・エリオット、ヴェラ・ラルストンおよびドナルド・バリー[51]
- ミズーリ大平原 – (1953年) – 宣伝文句は「早駆けのスリル！アメリカの宿命が鞍袋にあった強力な冒険...ポニー・エクスプレス」、ポニー・エクスプレス設立時のバッファロー・ビル・コディとワイルド・ビル・ヒコックの組み合わせ – ジェリー・ホッパー監督、出演はチャールトン・ヘストン、ロンダ・フレミングおよびフォレスト・タッカー[52]
- ポニー・ライダーの最後 – (1953年) – ジョージ・アーチェインボー監督、出演はジーン・オートリー、スマイリー・バーネットおよびカスリーン・ケイス[53]
- ポニー・エクスプレス・ライダー – (1976年) – ポニー・エクスプレスが報復手段として使われている。ロバート・トッテン監督、出演はスチュワート・ピーターセン、ジャック・イーラム、ジョーン・コールフィールド、スリム・ピケンズおよびダブ・テイラー[54]
- ポニー・エクスプレスの日々 – (2008年) – ポニー・エクスプレスの実写ドキュメンタリー、ジム・コンロン監督、出演はジャスティン・ロザー、ペニー・アーノルドおよびリック・ジョーンズ

### テレビ
- レンジ・ライダー – (1951年–1953年) – ポニー・エクスプレスが第1シーズンに登場し、「ポニー・エクスプレスの最後」という題だった[55]
- ポニー・エクスプレス – (1959年–1960年) – ポニー・エクスプレスを主題にしたテレビ映画[56]
- ボナンザ – (1959年–1973年) – ポニー・エクスプレスが第7シーズンに登場し、2回連続で「風に乗れ」という題だった[57]
- ヤングライダーズ、エド・スピールマンが制作したテレビ西部劇、南北戦争に向かう時代のネブラスカ準州スウィートウォータ駅を本拠とした若きポニー・エクスプレス騎手の一群をフィクション化した。ABCで1989年9月20日から1992年7月23日まで放映された。
- 西部へ - （2005年） - スピルバーグのミニシリーズにポニー・エクスプレスが描かれた

## ギャラリー

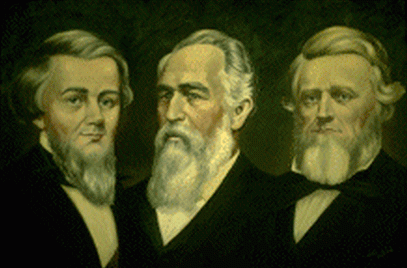
ポニー・エクスプレスの創設者達
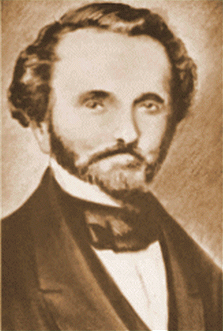
ウィリアム・H・ラッセル
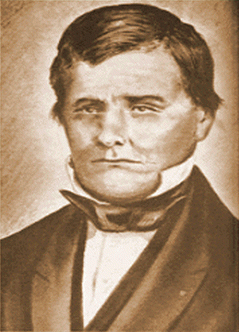
ウィリアム・B・ワッデル
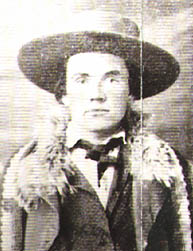
騎手ウィリアム・フィッシャー
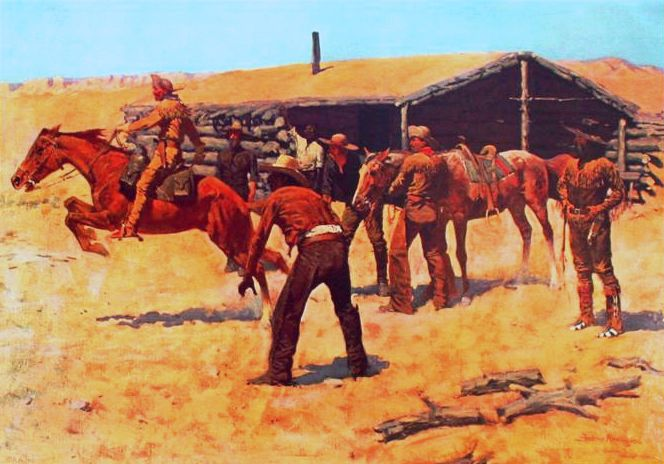
発着するポニー・エクスプレス、フレデリック・レミントン画、1900年
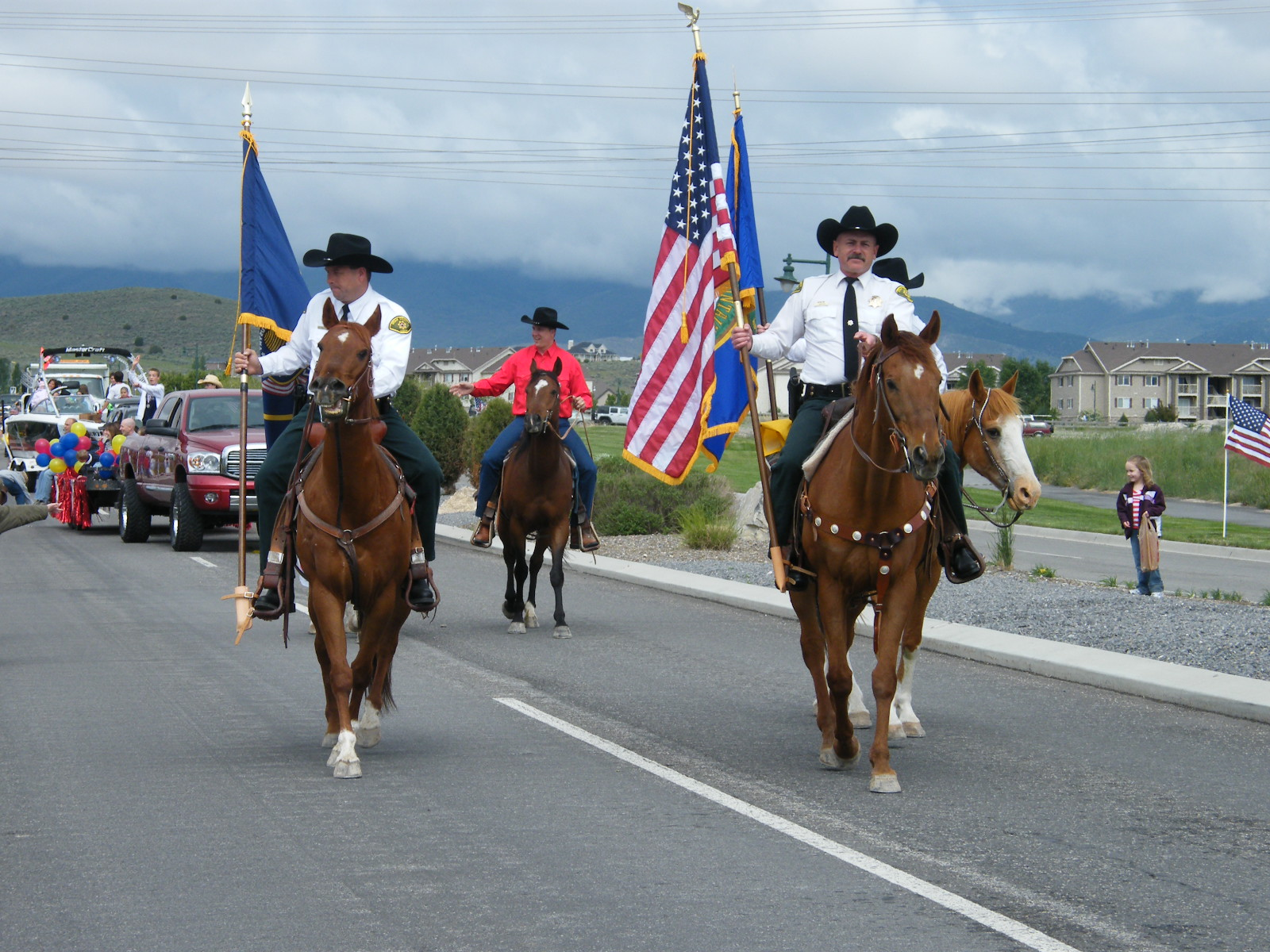
ポニー・エクスプレスの日を祝うパレード、ユタ州イーグルマウンテン